# Pieter Casteels II
Pieter Casteels II, ou Pierre Casteels le jeune, né vers 1650, est un peintre flamand, actif de 1673 à 1700. Il a notamment peint des paysages. 
Marié avec Elisabeth Bosschaert, ils sont les parents du peintre Pieter Casteels III. 